# J224024.1−092748
J224024.1−092748 är en galax i Vattumannens stjärnbild. Den tillhör en ny typ galaxer som fått smeknamnet gröna bön-galaxer.